# السيد ريديز والآنسة ميل ميبيمو
مغامرات عائلة الجرذ (بالفرنسية: M. Ré-Dièze et Mlle Mi-Bémol)‏، (بالإنجليزية: Mr. Ray Sharp and Miss Me Flat)‏ قصة قصيرة من تأليف الروائي جول فيرن صدرت عام 1893.